# Darwin Rudy Andino Ramírez
Darwin Rudy Andino Ramírez C.R.S. (n. Tegucigalpa, Honduras, 6 de agosto de 1959) obispo emérito de la Iglesia católica hondureña, misionero, filósofo y teólogo hondureño.
Fue obispo de Santa Rosa de Copán desde 2011 hasta el 16 de diciembre de 2024.

## Biografía
Nacido en la capital hondureña el día 6 de agosto de 1959.  Es hijo de Roberto Andino y Zoila Angélica Ramírez.
Cuando era joven ingresó en la Orden de los Padres Somascos (C.R.S.), con los que hizo su profesión perpetua el 29 de abril de 1988.
Luego fue ordenado sacerdote el 8 de diciembre de 1990 por el entonces arzobispo de Tegucigalpa monseñor Héctor Enrique Santos Hernández.
Estuvo estudiando filosofía en el Instituto Filosófico Manuel Enrique Piñol de Guatemala y Teología en el Pontificio Ateneo San Anselmo de la ciudad de Roma (Italia).
Inició su ministerio pastoral en El Salvador como vicario parroquial de la Iglesia El Calvario.
Luego ha sido rector del Instituto Católico Emiliani de su ciudad natal y misionero en la diócesis de León situada en Nicaragua
El 1 de abril de 2006 fue elegido por Su Santidad el Papa Benedicto XVI como obispo auxiliar de la arquidiócesis de Tegucigalpa y Obispo titular de la antigua Sede de Horta.
Recibió la consagración episcopal el 8 de diciembre del mismo año, a manos del cardenal-arzobispo metropolitano monseñor Óscar Andrés Rodríguez Maradiaga actuando como consagrante principal y sus co-consagrantes fueron el también auxiliar "monseñor" Juan José Pineda Fasquelle y el obispo de Zacatecoluca monseñor Elías Samuel Bolaños Avelar.
Desde el día 7 de noviembre de 2011 fue obispo de la diócesis de Santa Rosa de Copán, en sustitución de "monseñor" Luis Alfonso Santos Villeda que renunció para dedicarse al mundo de la política.
El papa Francisco aceptó su renuncia como obispo de la Diócesis de Santa Rosa de Copán, el 16 de diciembre de 2024.